# Красноцветов, Максим Валерьевич
Максим Валерьевич Красноцветов — деятель муниципального управления Московской области, с 2021 года — глава Пушкинского городского округа. Муниципальный советник Московской области 1 класса. Член политической партии «Единая Россия».
М. В. Красноцветов родился 22 июля 1976 года в посёлке Октябрьский Мантуровского района Костромской области. В 1994 году призван на срочную военную службу во Внутренние войска МВД России, службу проходил в Москве. С 1996 по 2001 год проходил военную службу по контракту в том же подразделении.
Работал в строительстве и жилищно-коммунальном хозяйстве. Без отрыва от производства получил высшее образование по специальности «промышленное и гражданское строительство». С 2008 года — инженер, заместитель директора муниципальной управляющей организации города Реутов. В 2009 году возглавил МУП «Реутовская теплосеть».
В 2014 году произошло объединение городов Королёв и Юбилейный Московской области. Главой нового муниципального образования стал Александр Ходырев, до этого 18 лет возглавлявший Реутов. А. Н. Ходырев предложил М. В. Красноцветову должность заместителя главы Администрации городского округа Королёв Московской области по вопросам жилищно-коммунального хозяйства. В 2016 году Максим Валерьевич становится первым заместителем главы Администрации Ивантеевки, а в 27 декабря 2018 года его избрали главой городского округа Ивантеевка Московской области.
После принятия закона об объединении трёх городских округов — Пушкино, Красноармейска и Ивантеевки — 21 мая 2021 года Максим Красноцветов по представлению губернатора Московской области Андрея Воробьёва был избран главой нового муниципального образования — Пушкинского городского округа.
Женат, воспитывает троих сыновей и дочь. Увлекается рыбной ловлей.